# HD 225253
HD 225253，又名CP-72 2800，SAO 255631、HR 9108，是一颗位於杜鵑座的恒星，视星等为5.59，位于銀經308.18，銀緯-45.21，其B1900.0坐标为赤經23h 59m 37s，赤緯-71° -45.21′ 36″。